# Pseudolimnophila (Pseudolimnophila) fusca
Pseudolimnophila (Pseudolimnophila) fusca is een tweevleugelige uit de familie steltmuggen (Limoniidae). De soort komt voor in het Oriëntaals gebied.